# Erasmo Iacovone
Erasmo Iacovone (Capracotta, 22 aprile 1952 – San Giorgio Ionico, 6 febbraio 1978) è stato un calciatore italiano, di ruolo attaccante, deceduto ancora in attività, a 25 anni, a causa di un incidente stradale, mentre militava nel Taranto.

## Carriera
Molisano e cresciuto nelle giovanili della Roma, debuttò in Serie D a 19 anni con l'OMI. Nel novembre 1972 venne ingaggiato dalla Triestina con la quale esordì in Serie C. Nella squadra giuliana Iacovone disputò 13 incontri senza mettere a segno alcuna rete. Nella stagione successiva  tornò in Serie D, nelle file del Carpi. Con il club emiliano, Iacovone realizzò 13 reti in 32 incontri contribuendo alla promozione in Serie C.
Nel 1974 il giocatore venne ingaggiato dal Mantova, sempre in Serie C. In due stagioni Iacovone realizzò 24 gol e si mise in luce per un ingaggio nella categoria superiore, che giunse nel mercato di novembre del 1976, allorquando il Taranto, all'epoca militante in cadetteria, decise di acquistarlo.
La prima stagione nella città ionica lo vide andare a segno 8 volte in 27 incontri, in particolare la splendida rete realizzata nel derby pugliese contro il Bari, contribuì a farlo entrare nel cuore dei tifosi.
Nella stagione successiva, 1977-78, capocannoniere della squadra con 9 reti, morì prematuramente in un incidente stradale sulla SS7, in agro di Taranto. Poco prima dell'una di notte del 6 febbraio 1978 la sua automobile, una Citroën Dyane, fu violentemente speronata da un'Alfa 2000 GT il cui guidatore, il giovane Marcello Friuli, procedeva a fari spenti perché inseguito dalla polizia, essendosi appena reso responsabile del furto del veicolo. Nell'impatto Iacovone fu sbalzato fuori dal parabrezza e ucciso.
Non aveva compiuto ancora 26 anni: sposato da sette mesi, sua moglie era incinta, in attesa di una figlia. Successivamente venne installata una lapide a ricordo del calciatore sul luogo dell'incidente.
I funerali si svolsero il giorno seguente; alle esequie religiose fece seguito una commemorazione all'interno dello stadio "Salinella", alla presenza dei dirigenti e dei tifosi del Taranto.
In ricordo di Iacovone, due giorni appena dopo la sua morte, l'allora presidente Giovanni Fico, volle che lo stadio "Salinella" venisse rinominato e intitolato a suo nome mentre, più recentemente, il 20 ottobre 2002, fu inaugurata una statua nella piazza prospiciente l'impianto sportivo, realizzata dallo scultore Francesco Trani.
Il 19 luglio 2009 la giunta comunale di Taranto ha intitolato una via, adiacente allo stadio, ad Erasmo Iacovone.
Nella stagione 2015-16 sulle maglie della compagine jonica era presente una serigrafia del suo volto, e nel 38º anniversario della sua morte il 6 febbraio 2016, il Taranto, impegnato in campionato in turno infrasettimanale indossò una maglia celebrativa.

## Statistiche

### Presenze e reti nei club[4]
| Stagione        | Squadra         | Campionato      | Campionato | Campionato |
| Stagione        | Squadra         | Comp            | Pres       | Reti       |
| --------------- | --------------- | --------------- | ---------- | ---------- |
| 1971-1972       | OMI Roma        | D               | 24         | 2          |
| lug.-ott. 1972  | OMI Roma        | D               | 1          | 0          |
| Totale Omi Roma | Totale Omi Roma | Totale Omi Roma | 25         | 2          |
| nov. 1972-1973  | Triestina       | C               | 13         | 0          |
| 1973-1974       | Carpi           | D               | 32         | 13         |
| 1974-1975       | Mantova         | C               | 33         | 10         |
| 1975-1976       | Mantova         | C               | 31         | 10         |
| lug.-ott. 1976  | Mantova         | C               | 6          | 4          |
| Totale Mantova  | Totale Mantova  | Totale Mantova  | 70         | 24         |
| nov. 1976-1977  | Taranto         | B               | 27         | 8          |
| 1977-1978       | Taranto         | B               | 20         | 8          |
| Totale Taranto  | Totale Taranto  | Totale Taranto  | 47         | 16         |
| Totale carriera | Totale carriera | Totale carriera | 187        | 55         |

## Palmarès

### Club

#### Competizioni nazionali
- Serie D: 1

Carpi: 1973-1974